# Guntram Schneider

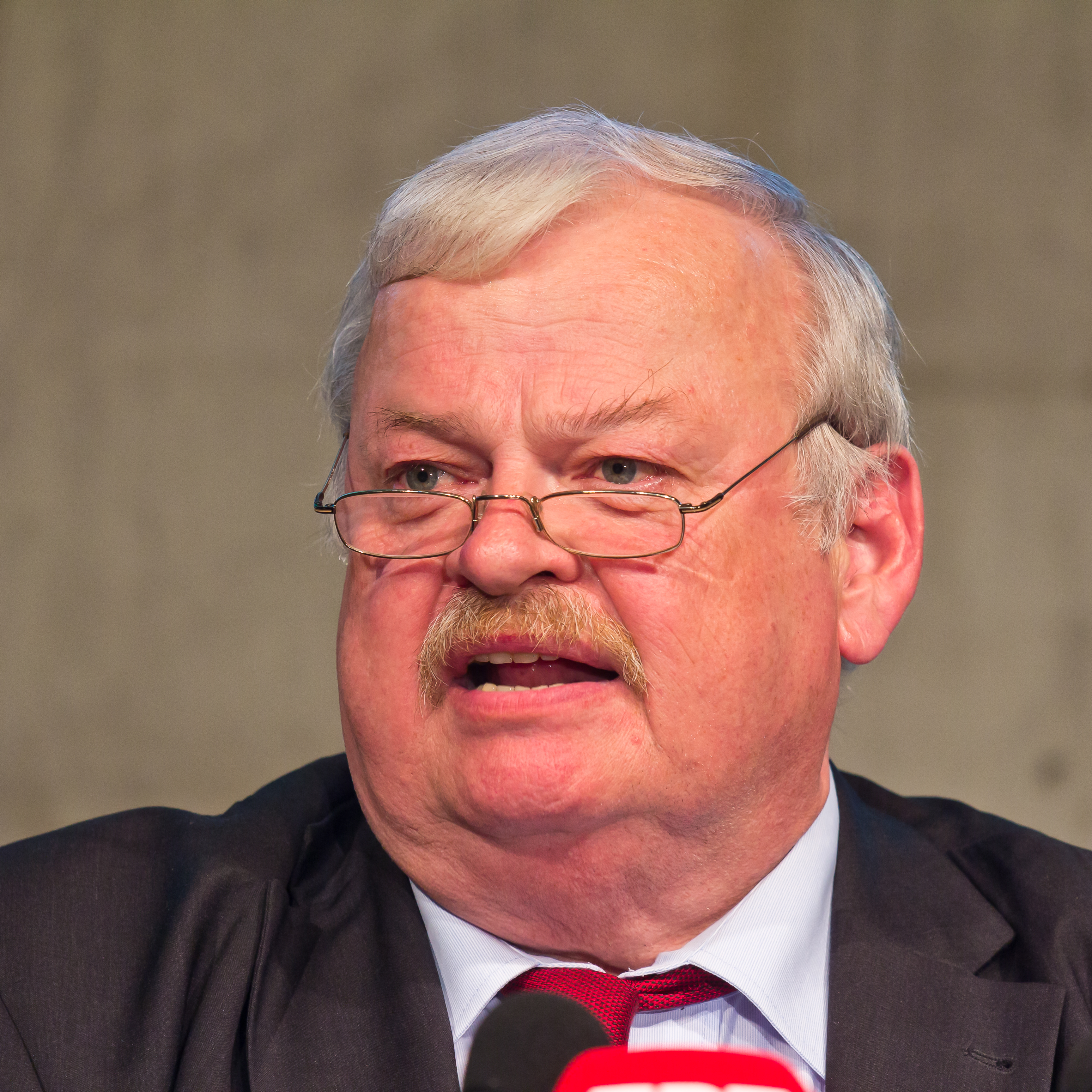
Guntram Schneider (2014)

Guntram Schneider (* 2. Juli 1951 in Isselhorst; † 3. Januar 2020 in Dortmund) war ein deutscher Politiker (SPD) und Gewerkschafter. Er war von 2006 bis 2010 Vorsitzender des DGB-Bezirks Nordrhein-Westfalen  und  von 2010 bis 2015 Landesarbeitsminister in Nordrhein-Westfalen.

## Leben
Nachdem er in den Jahren 1957 bis 1965 die Volksschule besucht hatte, wurde er von 1965 bis 1968 zum Werkzeugmacher ausgebildet. Am 1. April 1965 trat er der IG Metall bei. In seinem Beruf arbeitete er bis 1973 und engagierte sich in dieser Zeit bereits als betrieblicher Jugendvertreter und Betriebsratsmitglied. Im Jahr 1974 qualifizierte er sich für eine hauptamtliche Tätigkeit in der Gewerkschaft durch den Besuch der Heimvolkshochschule in Springe. Anschließend war er bis 1976 Jugendsekretär des DGB-Kreises Bielefeld und Leiter der DGB-Nebenstelle Halle (Westf.).
Im Jahr 1976 wurde er Leiter der Abteilung Jugend beim DGB-Landesbezirk NRW. Anschließend arbeitete er von 1979 bis 1982 als Büroleiter des DGB-Landesvorsitzenden in NRW. Danach wechselte er zum DGB-Bundesvorstand, wo er von 1982 bis 1985 die Position eines Referatsleiters im Bereich Technologiepolitik und ausländische Arbeitnehmer innehatte.
1985 wurde er als Vorsitzender des dortigen DGB-Kreises nach Dortmund berufen.
1990 wechselte er in die Vorstandsverwaltung der IG Metall nach Frankfurt am Main, wo er als Sekretär insbesondere dem damaligen IG-Metall-Vorsitzenden Franz Steinkühler zuarbeitete. Von 1995 bis 2006 war er Erster Bevollmächtigter der IG Metall-Verwaltungsstelle Münster, bevor er 2006 zum DGB-Landesvorsitzenden in Nordrhein-Westfalen gewählt wurde.
Guntram Schneider war ab dem 1. Mai 1971 Mitglied der SPD. Weitere Mitgliedschaften bestanden bei der SJD Die Falken, den Naturfreunden, der Arbeiterwohlfahrt, der Fritz Hüser-Gesellschaft und der Auslandsgesellschaft NRW.
Vom 18. September 2006 bis zu seiner Ernennung als Minister war er Mitglied des Rundfunkrates des WDR. Schneider war Vorsitzender des Kuratoriums der Stiftung für Türkeistudien und Integrationsforschung.
Auf einem Wahlparteitag des SPD-Unterbezirks Bielefeld am 5. Dezember 2008 wurde Schneider als Wahlkreiskandidat (Erststimme) aufgestellt. Am 27. September 2009 unterlag er mit 34,5 % der Erststimmen im Kampf um das Direktmandat der CDU-Kandidatin Lena Strothmann, die 36,3 % der Erststimmen im Wahlbezirk 133 Bielefeld auf sich vereinigen konnte. Mangels erfolgreicher Absicherung über die nordrhein-westfälische Landesliste der SPD zog er nicht in den Deutschen Bundestag ein.
Mit großer Mehrheit in Höhe von 88 Prozent der Delegiertenstimmen wurde Guntram Schneider am 6. Februar 2010 bei der DGB-Bezirkskonferenz NRW in Hamm als Vorsitzender bestätigt. Schneider kündigte an, Schwerpunkt seiner Arbeit werde die Ökologisierung der industriellen Produktion sein.
Am 15. Juli 2010 wurde Guntram Schneider von Ministerpräsidentin Hannelore Kraft zum Minister für Arbeit, Integration und Soziales im Kabinett Kraft I ernannt. In der Folge legte er den Vorsitz des DGB-Bezirksverbands nieder.
Im Mai 2012 wurde Schneider als Direktkandidat des Landtagswahlkreises Dortmund IV in den Landtag Nordrhein-Westfalen gewählt. Am 21. Juni 2012 wurde er wiederum als Minister für Arbeit, Integration und Soziales im Kabinett Kraft II ernannt. Zum 1. Oktober 2015 legte er auf eigenen Wunsch das Ministeramt nieder. Zur Landtagswahl 2017 kandidierte er nicht mehr.
Schneider lebte in Dortmund. Er war mit der im Jahr 1948 im rumänischen Hermannstadt geborenen und im Januar 2013 in Dortmund verstorbenen Künstlerin Alma Stefanescu-Schneider verheiratet. Guntram Schneider wurde in seinem Geburtsort Isselhorst begraben.

## Auszeichnungen
Am 25. November 2014 wurde Schneider in Düsseldorf von der Handwerkskammer Düsseldorf mit dem Georg-Schulhoff-Preis ausgezeichnet. Mit der Preisverleihung wurden seine Verdienste um die Förderung der beruflichen Bildung gewürdigt. Der bei der Handwerkskammer ansässige Verein zur Förderung der beruflichen Bildung – Stiftung Georg-Schulhoff-Preis verwies als Begründung für die Auszeichnung auf Schneiders langjähriges Engagement für das Duale Ausbildungssystem im Allgemeinen sowie im Besonderen auf das in seiner Amtszeit vom Ministerium entwickelte und eingeführte Übergangssystem von der Schule in den Beruf „Kein Abschluss ohne Anschluss“.